# 圣热姆莫龙瓦勒
圣热姆莫龙瓦勒（法語：Sainte-Gemme-Moronval，法語發音：[sɛ̃t ʒɛm mɔʁɔ̃val]）是法国厄尔-卢瓦省的一个市镇，属于德勒区。

## 地理
圣热姆莫龙瓦勒（48°44'17"N, 1°24'53"E）面积5.46 平方千米，位于法国中央-卢瓦尔河谷大区厄尔-卢瓦省，该省份为法国北部内陆省份，北起顺时针与厄尔省、伊夫林省、埃松省、卢瓦雷省、卢瓦-谢尔省、萨尔特省和奧恩省接壤。
与圣热姆莫龙瓦勒接壤的市镇（或旧市镇、城区）包括：谢里西、德勒。

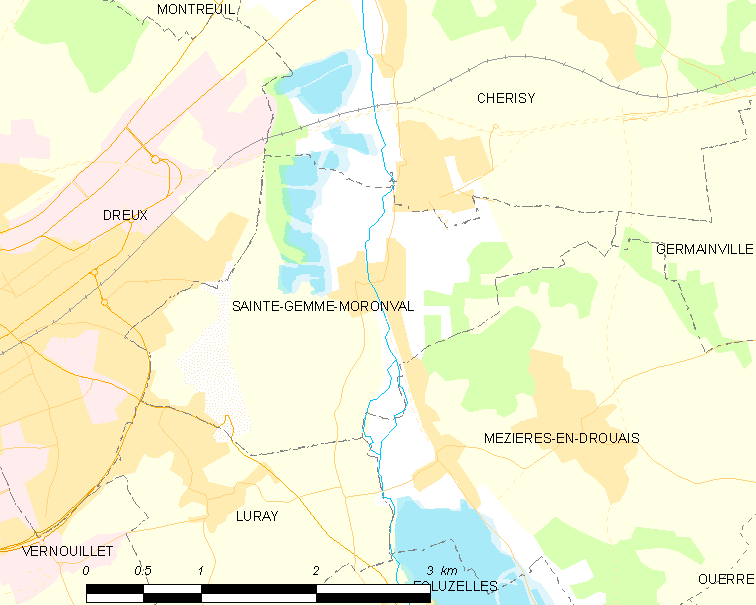
圣热姆莫龙瓦勒的OSM定位图

圣热姆莫龙瓦勒的时区为UTC+01:00、UTC+02:00（夏令时）。

## 行政
圣热姆莫龙瓦勒的邮政编码为28500，INSEE市镇编码为28332。

## 政治
圣热姆莫龙瓦勒所属的省级选区为德勒第二县。

## 人口

1962-2008年间圣热姆莫龙瓦勒人口变化图示

圣热姆莫龙瓦勒于2022年1月1日时的人口数量为1158人。